# Eisern

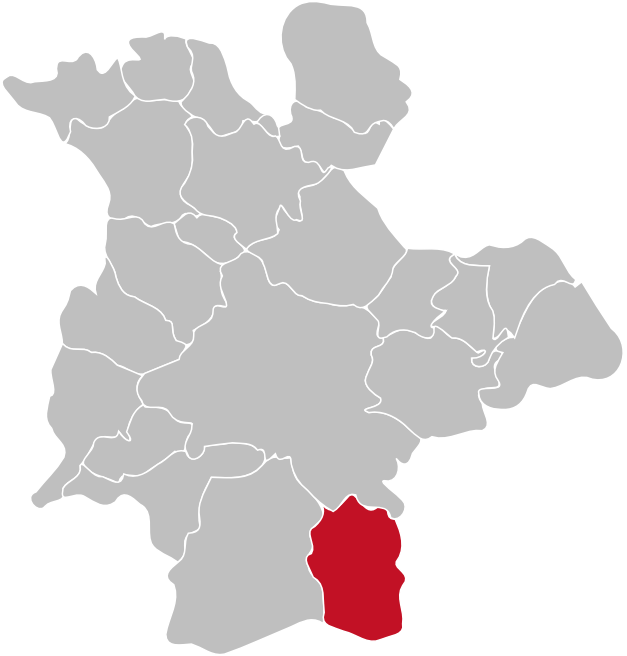
Os bairros da cidade de Siegen e a localização de Eisern (em vermelho).

Eisern é um bairro (Stadtteil) da cidade de Siegen, na Alemanha. Eisern é também o nome do riacho em cujo vale o bairro se localiza. O nome significa “férreo” em alemão e a sua escolha relaciona-se ao fato de as atividades de extração e fusão de ferro terem representado um papel importante para a economia da região no passado.
Eisern localiza-se no distrito municipal (Stadtbezirk) VI (Sul) da cidade de Siegen. O bairro é delimitado ao norte pelo centro da cidade; a leste, pelo município de Wilnsdorf; ao sul, pelo município de Neunkirchen; e a oeste, pelo bairro de Eiserfeld. Em 31 de dezembro de 2015, a população do bairro era de 2 320 habitantes.